# NGC 2040
NGC 2040 (другое обозначение — ESO 56-EN164, LH 88) — эмиссионная туманность со звёздной ассоциацией в созвездии Золотой Рыбы, расположенная в Большом Магеллановом Облаке. Открыта Джеймсом Данлопом в 1826 году.
Туманность относится к области звездообразования LMC 4. Поблизости наблюдается остаток сверхновой DEM L241, который, возможно, порождён одной из звёзд ассоциации.
Этот объект входит в число перечисленных в оригинальной редакции «Нового общего каталога».